# Deputati della X legislatura della Repubblica Italiana
Questo elenco riporta i nomi dei deputati della X 
legislatura della Repubblica Italiana dopo le elezioni politiche del 1987.

## Gruppi
| Gruppi                                           | Inizio | Fine |
| ------------------------------------------------ | ------ | ---- |
| Democrazia Cristiana ()                          | 234    | 234  |
| Partito Comunista Italiano, poi PDS ()           | 157    | 149  |
| Partito Socialista Italiano ()                   | 94     | 100  |
| Movimento Sociale Italiano - Destra Nazionale () | 35     | 33   |
| Partito Repubblicano Italiano ()                 | 21     | 20   |
| Sinistra indipendente ()                         | 20     | 19   |
| Partito Socialista Democratico Italiano ()       | 17     | 12   |
| Gruppo verde ()                                  | 13     | 16   |
| Partito Liberale Italiano ()                     | 11     | 11   |
| Democrazia Proletaria, poi DP - Comunisti ()     | 8      | 11   |
| Gruppo federalista europeo ()                    | 12     | 8    |
| Gruppo misto ()                                  | 8      | 16   |
| Totale                                           | 630    | 629  |

Cfr. GFE

## Ufficio di presidenza

### Presidente
- Nilde Iotti (PCI-PDS)

### Vicepresidenti
- Vito Lattanzio (DC) (abbandona la carica il 12 aprile 1988)
- Adolfo Sarti (DC) (eletto il 18 ottobre 1990 abbandona la carica il 3 marzo 1992)
- Michele Zolla (DC) (eletto il 12 maggio 1990)
- Aldo Aniasi (PSI)
- Gerardo Bianco (DC) (abbandona la carica il 22 luglio 1990)
- Alfredo Biondi (PLI)

### Questori
- Elio Quercioli (PCI-PDS)
- Carlo Sangalli (DC)
- Francesco Colucci (PSI)

### Segretari
- Dino Madaudo (PSDI) (abbandona la carica il 14 maggio 1988)
- Renzo Patria (DC)
- Aldo Rizzo (Sinistra Indipendente)
- Martino Scovacricchi (PSDI) (eletto il 19 maggio 1988)
- Giuliano Silvestri (DC)
- Sergio Stanzani Ghedini (Federalisti Europei) (eletto il 22 luglio 1987 abbandona la carica il 12 maggio 1988)
- Massimo Teodori (Federalisti Europei) (eletto il 19 maggio 1988 abbandona la carica il 14 giugno 1990)
- Natale Amodeo (PSI)
- Patrizia Arnaboldi (DP)
- Emma Bonino (Federalisti Europei) (eletta il 12 luglio 1990)
- Mauro Dutto (PRI)
- Michl Ebner (Misto)
- Angela Francese (PCI-PDS)
- Franco Franchi (MSI-DN)
- Gianni Lanzinger (Verdi)

## Composizione storica
| Deputato                             | Collegio      | Gruppo (lista)  |
| ------------------------------------ | ------------- | --------------- |
| Adelaide Aglietta                    | Torino        | GFE (PR)        |
| Michelangelo Agrusti                 | Udine         | DC              |
| Alberto Aiardi                       | L'Aquila      | DC              |
| Egidio Alagna                        | Palermo       | PSI             |
| Guido Alberini                       | Brescia       | PSI             |
| Liliana Albertini                    | Parma         | PCI             |
| Guido Alborghetti                    | Como          | PCI             |
| Alberto Alessi                       | Palermo       | DC              |
| Abdon Alinovi                        | Napoli        | PCI             |
| Giorgio Almirante                    | Napoli        | MSI-DN          |
| Renato Alpini                        | Perugia       | MSI-DN          |
| Renato Altissimo                     | Verona        | PLI             |
| Domenico Amalfitano                  | Lecce         | DC              |
| Giuliano Amato                       | Torino        | PSI             |
| Natale Amodeo                        | Catania       | PSI             |
| Salvo Andò                           | Catania       | PSI             |
| Sergio Andreis                       | Como          | Verde           |
| Giuseppe Andreoli                    | Napoli        | DC              |
| Giovanni Andreoni                    | Milano        | DC              |
| Giulio Andreotti                     | Roma          | DC              |
| Giordano Angelini                    | Bologna       | PCI             |
| Piero Angelini                       | Pisa          | DC              |
| Luana Angeloni                       | Ancona        | PCI             |
| Gavino Angius                        | Cagliari      | PCI             |
| Aldo Aniasi                          | Milano        | PSI             |
| Tina Anselmi                         | Venezia       | DC              |
| Bruno Antonucci                      | Lecce         | DC              |
| Lino Armellin                        | Venezia       | DC              |
| Patrizia Arnaboldi                   | Milano        | DP              |
| Vitale Artese                        | L'Aquila      | DC              |
| Rossella Artioli                     | Milano        | PSI             |
| Giuseppe Astone                      | Catania       | DC              |
| Gianfranco Astori                    | Torino        | DC              |
| Giacomo Augello                      | Palermo       | DC              |
| Francesco Auleta                     | Benevento     | PCI             |
| Giuseppe Avellone                    | Palermo       | DC              |
| Giuseppe Azzaro                      | Catania       | DC              |
| Luciano Azzolini                     | Trento        | DC              |
| Paolo Babbini                        | Bologna       | PSI             |
| Cesco Baghino                        | Genova        | MSI-DN          |
| Laura Balbo                          | Milano        | SI (PCI)        |
| Nello Balestracci                    | Pisa          | DC              |
| Vincenzo Balzamo                     | Brescia       | PSI             |
| Francesco Barbalace                  | Catania       | PSI             |
| Augusto Barbera                      | Bologna       | PCI             |
| Silvia Barbieri                      | Bologna       | PCI             |
| Antonio Bargone                      | Lecce         | PCI             |
| Luigi Baruffi                        | Milano        | DC              |
| Nedo Barzanti                        | Siena         | PCI             |
| Franco Bassanini                     | Milano        | SI (PCI)        |
| Franca Bassi Montanari               | Parma         | Verde           |
| Antonio Bassolino                    | Catanzaro     | PCI             |
| Adolfo Battaglia                     | Verona        | PRI             |
| Pietro Battaglia                     | Catanzaro     | DC              |
| Paolo Battistuzzi                    | Roma          | PLI             |
| Ada Becchi                           | Napoli        | SI (PCI)        |
| Carole Beebe Tarantelli              | Roma          | SI (PCI)        |
| Antonio Bellocchio                   | Napoli        | PCI             |
| Johann Hans Benedikter               | Trento        | Misto (PPST)    |
| Luigi Benevelli                      | Mantova       | PCI             |
| Anna Maria Bernasconi                | Milano        | PCI             |
| Gina Lagorio                         | Genova        | SI (PCI)        |
| Filippo Berselli                     | Bologna       | MSI-DN          |
| Danilo Bertoli                       | Udine         | DC              |
| Giuseppina Bertone                   | Torino        | SI (PCI)        |
| Alberto Bertuzzi                     | Milano        | Misto (PR)      |
| Cristina Bevilacqua                  | Milano        | PCI             |
| Pasqualino Biafora                   | Catanzaro     | DC              |
| Romana Bianchi Beretta               | Milano        | PCI             |
| Giovanni Carlo Bianchini             | Parma         | DC              |
| Gerardo Bianco                       | Benevento     | DC              |
| Mario Biasci                         | Pisa          | DC              |
| Giancarlo Binelli                    | Cuneo         | PCI             |
| Vincenzo Binetti                     | Bari          | DC              |
| Alfredo Biondi                       | Genova        | PLI             |
| Tommaso Bisagno                      | Firenze       | DC              |
| Michele Boato                        | Venezia       | Verde           |
| Guido Bodrato                        | Torino        | DC              |
| Giorgio Bogi                         | Genova        | PRI             |
| Andrea Bonetti                       | Brescia       | DC              |
| Marisa Bonfatti Paini                | Mantova       | PCI             |
| Franco Bonferroni                    | Parma         | DC              |
| Margherita Boniver                   | Cuneo         | PSI             |
| Vito Bonsignore                      | Torino        | DC              |
| Willer Bordon                        | Trieste       | PCI             |
| Gianfrancesco Borghini               | Brescia       | PCI             |
| Felice Borgoglio                     | Cuneo         | PSI             |
| Giancarlo Borra                      | Brescia       | DC              |
| Andrea Borri                         | Parma         | DC              |
| Andrea Borruso                       | Milano        | DC              |
| Benito Bortolami                     | Verona        | DC              |
| Franco Bortolani                     | Parma         | DC              |
| Milvia Boselli                       | Verona        | PCI             |
| Giuseppe Botta                       | Torino        | DC              |
| Mario Brancaccio                     | Napoli        | DC              |
| Roberta Breda                        | Udine         | PSI             |
| Giuseppe Brescia                     | Potenza       | PCI             |
| Beniamino Brocca                     | Verona        | DC              |
| Arnaldo Brunetto                     | Venezia       | DC              |
| Francesco Bruni                      | Roma          | DC              |
| Giovanni Battista Bruni              | Bari          | PRI             |
| Antonio Bruno                        | Lecce         | PSDI            |
| Paolo Bruno                          | Catanzaro     | PSDI            |
| Riccardo Bruzzani                    | Firenze       | PCI             |
| Mauro Bubbico                        | Roma          | DC              |
| Andrea Buffoni                       | Como          | PSI             |
| Luigi Bulleri                        | Pisa          | PCI             |
| Vincenzo Buonocore                   | Benevento     | DC              |
| Paolo Caccia                         | Como          | DC              |
| Francesco Cafarelli                  | Bari          | DC              |
| Flora Calvanese                      | Benevento     | PCI             |
| Giulio Camber                        | Trieste       | PSI             |
| Mario Campagnoli                     | Milano        | DC              |
| Severino Cannelonga                  | Bari          | PCI             |
| Renato Capacci                       | Bologna       | PSI             |
| Mario Capanna                        | Palermo       | DP              |
| Maria Teresa Capecchi                | Firenze       | PCI             |
| Agata Alma Cappiello                 | Milano        | PSI             |
| Nicola Capria                        | Catania       | PSI             |
| Milziade Caprili                     | Pisa          | PCI             |
| Giulio Caradonna                     | Roma          | MSI-DN          |
| Giorgio Cardetti                     | Torino        | PSI             |
| Salvatore Cardinale                  | Palermo       | DC              |
| Filippo Caria                        | Napoli        | PSDI            |
| Rodolfo Carelli                      | Roma          | DC              |
| Giovanni Carrus                      | Cagliari      | DC              |
| Francesco Casati                     | Como          | DC              |
| Carlo Casini                         | Firenze       | DC              |
| Pier Ferdinando Casini               | Bologna       | DC              |
| Guglielmo Castagnetti                | Brescia       | PRI             |
| Pierluigi Castagnetti                | Parma         | DC              |
| Luigi Castagnola                     | Genova        | PCI             |
| Mario Cavagna                        | Milano        | PCI             |
| Luciano Caveri                       | Valle d'Aosta | Misto (UV)      |
| Paola Cavigliasso                    | Torino        | DC              |
| Adriana Ceci Bonifazi                | Bari          | PCI             |
| Antonio Cederna                      | Roma          | SI (PCI)        |
| Giuliano Cellini                     | Perugia       | PSI             |
| Fulvio Cerofolini                    | Genova        | PSI             |
| Gianluigi Ceruti                     | Verona        | Verde           |
| Giuseppe Cerutti                     | Torino        | PSDI            |
| Giovanni Cervetti                    | Milano        | PCI             |
| Mario Chella                         | Genova        | PCI             |
| Salvatore Cherchi                    | Cagliari      | PCI             |
| Rosario Chiriano                     | Catanzaro     | DC              |
| Vincenzo Ciabarri                    | Como          | PCI             |
| Michele Ciafardini                   | L'Aquila      | PCI             |
| Adriano Ciaffi                       | Ancona        | DC              |
| Alberto Ciampaglia                   | Napoli        | PSDI            |
| Bartolo Ciccardini                   | Roma          | DC              |
| Francesco Cicerone                   | L'Aquila      | PCI             |
| Vincenzo Ciconte                     | Catanzaro     | PCI             |
| Franco Ciliberti                     | Perugia       | DC              |
| Laura Cima                           | Torino        | Verde           |
| Tancredi Cimmino                     | Napoli        | DC              |
| Carlo Alberto Ciocci                 | Roma          | DC              |
| Lorenzo Ciocci                       | Roma          | PCI             |
| Graziano Ciocia                      | Bari          | PSDI            |
| Luigi Cipriani                       | Milano        | DP              |
| Paolo Cirino Pomicino                | Napoli        | DC              |
| Salvatore Civita                     | Bari          | PCI             |
| Giovanni Cobellis                    | Benevento     | DC              |
| Leda Colombini                       | Roma          | PCI             |
| Emilio Colombo                       | Potenza       | DC              |
| Sergio Coloni                        | Trieste       | DC              |
| Francesco Colucci                    | Milano        | PSI             |
| Giovanni Battista Columbu            | Cagliari      | Misto (PSd'Az.) |
| Carmelo Conte                        | Benevento     | PSI             |
| Laura Conti                          | Firenze       | PCI             |
| Felice Contu                         | Cagliari      | DC              |
| Luigia Cordati Rosaia                | Genova        | PCI             |
| Umberto Corsi                        | Siena         | DC              |
| Alessandro Costa                     | Pisa          | PCI             |
| Raffaele Costa                       | Cuneo         | PLI             |
| Silvia Costa                         | Roma          | DC              |
| Silvano Costi                        | Roma          | PSDI            |
| Bettino Craxi                        | Napoli        | PSI             |
| Ugo Crescenzi                        | L'Aquila      | DC              |
| Angelo Cresco                        | Verona        | PSI             |
| Giuseppe Crippa                      | Brescia       | PCI             |
| Nino Cristofori                      | Bologna       | DC              |
| Paolo Cristoni                       | Parma         | PSI             |
| Francesco Curci                      | Benevento     | PSI             |
| Cesare Cursi                         | Roma          | DC              |
| Mario D'Acquisto                     | Palermo       | DC              |
| Amedeo D'Addario                     | L'Aquila      | PSI             |
| Florindo D'Aimmo                     | Campobasso    | DC              |
| Mario Dal Castello                   | Verona        | DC              |
| Massimo D'Alema                      | Lecce         | PCI             |
| Salvatore D'Alia                     | Catania       | DC              |
| Carlo D'Amato                        | Napoli        | PSI             |
| Luigi D'Amato                        | Roma          | GFE (PR)        |
| Michele D'Ambrosio                   | Benevento     | PCI             |
| Guido d'Angelo                       | Napoli        | DC              |
| Saverio D'Aquino                     | Catania       | PLI             |
| Clelio Darida                        | Roma          | DC              |
| Francesco De Carli                   | Udine         | PSI             |
| Stelio De Carolis                    | Bologna       | PRI             |
| Sergio De Julio                      | Catanzaro     | SI (PCI)        |
| Francesco De Lorenzo                 | Napoli        | PLI             |
| Stefano De Luca                      | Palermo       | PLI             |
| Gianni De Michelis                   | Venezia       | PSI             |
| Ciriaco De Mita                      | Genova        | DC              |
| Emilio De Rose                       | Verona        | PSDI            |
| Giuseppe Degennaro                   | Bari          | DC              |
| Mauro Del Bue                        | Parma         | PSI             |
| Olindo Del Donno                     | Bari          | MSI-DN          |
| Paolo Del Mese                       | Benevento     | DC              |
| Antonio Del Pennino                  | Milano        | PRI             |
| Paris Dell'Unto                      | Roma          | PSI             |
| Giuseppe Demitry                     | Napoli        | PSI             |
| Giulio Di Donato                     | Napoli        | PSI             |
| Giovanni Di Pietro                   | L'Aquila      | PCI             |
| Elisabetta Di Prisco                 | Verona        | PCI             |
| Annalisa Diaz                        | Cagliari      | SI (PCI)        |
| Pasquale Diglio                      | Bari          | PSI             |
| Vanda Dignani Grimaldi               | Ancona        | PCI             |
| Anna Donati                          | Bologna       | Verde           |
| Renato Donazzon                      | Venezia       | PCI             |
| Antonino Drago                       | Catania       | DC              |
| Alessandro Duce                      | Parma         | DC              |
| Mauro Dutto                          | Roma          | PRI             |
| Michl Ebner                          | Trento        | Misto (PPST)    |
| Enrico Ermelli Cupelli               | Ancona        | PRI             |
| Ferdinando Facchiano                 | Benevento     | PSDI            |
| Adele Faccio                         | Milano        | GFE (PR)        |
| Silvana Fachin Schiavi               | Udine         | PCI             |
| Edda Fagni                           | Pisa          | PCI             |
| Luigi Farace                         | Bari          | DC              |
| Luciano Faraguti                     | Genova        | DC              |
| Franco Fausti                        | Roma          | DC              |
| Lino Osvaldo Felissari               | Milano        | PCI             |
| Alberto Ferrandi                     | Trento        | PCI             |
| Giovanni Cesare Ferrara              | Napoli        | PCI             |
| Bruno Ferrari                        | Brescia       | DC              |
| Marte Ferrari                        | Como          | PSI             |
| Wilmo Ferrari                        | Verona        | DC              |
| Giulio Ferrarini                     | Parma         | PSI             |
| Filippo Fiandrotti                   | Torino        | PSI             |
| Giovanna Filippini                   | Bologna       | PCI             |
| Rosa Filippini                       | Genova        | Verde           |
| Laura Fincato                        | Verona        | PSI             |
| Gianfranco Fini                      | Roma          | MSI-DN          |
| Anna Finocchiaro                     | Catania       | PCI             |
| Publio Fiori                         | Roma          | DC              |
| Filippo Fiorino                      | Palermo       | PSI             |
| Luigi Firpo                          | Torino        | PRI             |
| Pietro Folena                        | Parma         | PCI             |
| Arnaldo Forlani                      | Ancona        | DC              |
| Francesco Forleo                     | Genova        | PCI             |
| Rino Formica                         | Bari          | PSI             |
| Roberto Formigoni                    | Milano        | DC              |
| Giuseppe Fornasari                   | Siena         | DC              |
| Franco Foschi                        | Ancona        | DC              |
| Luigi Foti                           | Catania       | DC              |
| Carlo Fracanzani                     | Verona        | DC              |
| Bruno Fracchia                       | Cuneo         | PCI             |
| Angela Francese                      | Napoli        | PCI             |
| Franco Franchi                       | Verona        | MSI-DN          |
| Mario Frasson                        | Venezia       | DC              |
| Lucia Fronza Crepaz                  | Trento        | DC              |
| Ombretta Fumagalli Carulli           | Milano        | DC              |
| Elio Gabbuggiani                     | Firenze       | PCI             |
| Michele Galante                      | Bari          | PCI             |
| Giuseppe Galasso                     | Napoli        | PRI             |
| Giancarlo Galli                      | Como          | DC              |
| Giovanni Galloni                     | Roma          | DC              |
| Giorgio Gangi                        | Milano        | PSI             |
| Mariapia Garavaglia                  | Milano        | DC              |
| Sergio Garavini                      | Torino        | PCI             |
| Giuseppe Gargani                     | Benevento     | DC              |
| Remo Gaspari                         | L'Aquila      | DC              |
| Isaia Gasparotto                     | Udine         | PCI             |
| Antonio Gava                         | Napoli        | DC              |
| Giovanni Gei                         | Brescia       | DC              |
| Bianca Gelli                         | Lecce         | PCI             |
| Luciano Gelpi                        | Brescia       | DC              |
| Andrea Geremicca                     | Napoli        | PCI             |
| Giorgio Ghezzi                       | Bologna       | PCI             |
| Alessandro Ghinami                   | Cagliari      | PSDI            |
| Tarcisio Gitti                       | Brescia       | DC              |
| Gaetano Gorgoni                      | Lecce         | PRI             |
| Giovanni Goria                       | Cuneo         | DC              |
| Settimo Gottardo                     | Verona        | DC              |
| Mariella Gramaglia                   | Roma          | SI (PCI)        |
| Renato Grilli                        | Parma         | PCI             |
| Luigi Grillo                         | Genova        | DC              |
| Salvatore Grillo                     | Catania       | PRI             |
| Ugo Grippo                           | Napoli        | DC              |
| Gloria Grosso                        | Milano        | Verde           |
| Giuseppe Guarino                     | Roma          | DC              |
| Antonio Guarra                       | Benevento     | MSI-DN          |
| Luciano Guerzoni                     | Parma         | SI (PCI)        |
| Bianca Guidetti Serra                | Torino        | DP              |
| Antonino Gullotti                    | Catania       | DC              |
| Aristide Gunnella                    | Palermo       | PRI             |
| Pietro Ingrao                        | Perugia       | PCI             |
| Ugo Intini                           | Genova        | PSI             |
| Felice Iossa                         | Napoli        | PSI             |
| Nilde Iotti                          | Parma         | PCI             |
| Giuseppe La Ganga                    | Torino        | PSI             |
| Giorgio La Malfa                     | Torino        | PRI             |
| Girolamo La Penna                    | Campobasso    | DC              |
| Raniero La Valle                     | Catania       | SI (PCI)        |
| Silvano Labriola                     | Pisa          | PSI             |
| Lelio Lagorio                        | Firenze       | PSI             |
| Pasquale Lamorte                     | Potenza       | DC              |
| Gianni Lanzinger                     | Trento        | Verde           |
| Vito Lattanzio                       | Bari          | DC              |
| Ferdinando Latteri                   | Catania       | DC              |
| Angelo Lauricella                    | Palermo       | PCI             |
| Giuseppe Lavorato                    | Catanzaro     | PCI             |
| Pino Leccisi                         | Lecce         | DC              |
| Silvio Lega                          | Torino        | DC              |
| Claudio Lenoci                       | Bari          | PSI             |
| Giuseppe Leone                       | Lecce         | DC              |
| Giuseppe Leoni                       | Como          | Misto (LL)      |
| Natalia Ginzburg                     | Perugia       | SI (PCI)        |
| Antonio Lia                          | Lecce         | DC              |
| Gigliola Lo Cascio Galante           | Palermo       | PCI             |
| Guido Lo Porto                       | Palermo       | MSI-DN          |
| Arcangelo Lobianco                   | Napoli        | DC              |
| Adriana Lodi Faustini Fustini        | Bologna       | PCI             |
| Oreste Lodigiani                     | Milano        | PSI             |
| Giovanni Battista Loi                | Cagliari      | Misto (PSd'Az.) |
| Agazio Loiero                        | Catanzaro     | DC              |
| Maria Rita Lorenzetti                | Perugia       | PCI             |
| Pino Lucchesi                        | Pisa          | DC              |
| Giuseppe Lucenti                     | Catania       | PCI             |
| Renzo Lusetti                        | Benevento     | DC              |
| Antonino Macaluso                    | Palermo       | MSI-DN          |
| Giacomo Maccheroni                   | Pisa          | PSI             |
| Giorgio Macciotta                    | Cagliari      | PCI             |
| Giulio Maceratini                    | Roma          | MSI-DN          |
| Dino Madaudo                         | Catania       | PSDI            |
| Lucio Magri                          | Torino        | PCI             |
| Anna Mainardi Fava                   | Parma         | PCI             |
| Franco Maria Malfatti                | Perugia       | DC              |
| Piergiovanni Malvestio               | Venezia       | DC              |
| Oscar Mammì                          | Roma          | PRI             |
| Natia Mammone Grossi                 | Roma          | PCI             |
| Enrico Manca                         | Perugia       | PSI             |
| Giacomo Mancini                      | Catanzaro     | PSI             |
| Vincenzo Mancini                     | Napoli        | DC              |
| Manfredo Manfredi                    | Genova        | DC              |
| Giuseppe Mangiapane                  | Catania       | PCI             |
| Antonino Mannino                     | Palermo       | PCI             |
| Calogero Mannino                     | Palermo       | DC              |
| Giovanni Manzolini                   | L'Aquila      | PSDI            |
| Agostino Marianetti                  | Roma          | PSI             |
| Germano Marri                        | Perugia       | PCI             |
| Claudio Martelli                     | Palermo       | PSI             |
| Ugo Martinat                         | Torino        | MSI-DN          |
| Mino Martinazzoli                    | Brescia       | DC              |
| Maria Eletta Martini                 | Pisa          | DC              |
| Guido Martino                        | Cuneo         | PRI             |
| Paolo Martuscelli                    | Napoli        | DC              |
| Biagio Marzo                         | Lecce         | PSI             |
| Ettore Masina                        | Brescia       | SI (PCI)        |
| Nadia Masini                         | Bologna       | PCI             |
| Massimo Massano                      | Torino        | MSI-DN          |
| Renato Massari                       | Milano        | PSDI            |
| Clemente Mastella                    | Benevento     | DC              |
| Raffaele Mastrantuono                | Napoli        | PSI             |
| Antonio Mastrogiacomo                | Bari          | PSI             |
| Antonio Matarrese                    | Bari          | DC              |
| Sergio Mattarella                    | Palermo       | DC              |
| Altero Matteoli                      | Pisa          | MSI-DN          |
| Gianni Mattioli                      | Milano        | Verde           |
| Giuseppe Matulli                     | Firenze       | DC              |
| Dino Mazza                           | Como          | PSI             |
| Antonio Mazzone                      | Napoli        | MSI-DN          |
| Daniela Mazzuconi                    | Milano        | DC              |
| Giorgio Medri                        | Como          | PRI             |
| Salvatore Meleleo                    | Lecce         | DC              |
| Savino Melillo                       | Bari          | PLI             |
| Mauro Mellini                        | Catania       | GFE (PR)        |
| Domenico Mennitti                    | Lecce         | MSI-DN          |
| Carmine Mensorio                     | Napoli        | DC              |
| Elio Mensurati                       | Roma          | DC              |
| Pietro Paolo Menzietti               | Ancona        | PCI             |
| Francesco Merloni                    | Ancona        | DC              |
| Carlo Merolli                        | Roma          | DC              |
| Filippo Micheli                      | Perugia       | DC              |
| Alberto Michelini                    | Roma          | DC              |
| Teresa Migliasso                     | Torino        | PCI             |
| Rosanna Minozzi                      | Firenze       | PCI             |
| Adalberto Minucci                    | Siena         | PCI             |
| Riccardo Misasi                      | Catanzaro     | DC              |
| Andrea Mitolo                        | Trento        | MSI-DN          |
| Domenico Modugno                     | Torino        | GFE (PR)        |
| Luigi Mombelli                       | Como          | PCI             |
| Alberto Monaci                       | Siena         | DC              |
| Paolo Monello                        | Catania       | PCI             |
| Giovanni Mongiello                   | Bari          | DC              |
| Sebastiano Montali                   | Roma          | PSI             |
| Nanda Montanari Fornari              | Parma         | PCI             |
| Elena Montecchi                      | Parma         | PCI             |
| Antonio Montessoro                   | Genova        | PCI             |
| Sergio Moroni                        | Brescia       | PSI             |
| Giovanni Motetta                     | Torino        | PCI             |
| Antonio Mundo                        | Catanzaro     | PSI             |
| Domenico Nania                       | Catania       | MSI-DN          |
| Vito Napoli                          | Catanzaro     | DC              |
| Giorgio Napolitano                   | Napoli        | PCI             |
| Gianfranco Nappi                     | Napoli        | PCI             |
| Carmine Nardone                      | Benevento     | PCI             |
| Alessandro Natta                     | Genova        | PCI             |
| Anna Nenna D'Antonio                 | L'Aquila      | DC              |
| Francesco Nerli                      | Siena         | PCI             |
| Franco Nicolazzi                     | Roma          | PSDI            |
| Renato Nicolini                      | Roma          | PCI             |
| Enzo Nicotra                         | Catania       | DC              |
| Maurizio Noci                        | Mantova       | PSI             |
| Giovanni Nonne                       | Cagliari      | PSI             |
| Diego Novelli                        | Torino        | PCI             |
| Francesco Nucara                     | Catanzaro     | PRI             |
| Anna Maria Nucci Mauro               | Catanzaro     | DC              |
| Achille Occhetto                     | Palermo       | PCI             |
| Giuseppe Orciari                     | Ancona        | PSI             |
| Nicoletta Orlandi                    | L'Aquila      | PCI             |
| Dante Orsenigo                       | Milano        | DC              |
| Bruno Orsini                         | Genova        | DC              |
| Gianfranco Orsini                    | Udine         | DC              |
| Massimo Pacetti                      | Ancona        | PCI             |
| Ettore Paganelli                     | Cuneo         | DC              |
| Gian Carlo Pajetta                   | Torino        | PCI             |
| Novello Pallanti                     | Firenze       | PCI             |
| Ermenegildo Palmieri                 | Verona        | PCI             |
| Filippo Maria Pandolfi               | Brescia       | DC              |
| Marco Pannella                       | Palermo       | GFE (PR)        |
| Gino Paoli                           | Napoli        | SI (PCI)        |
| Gastone Parigi                       | Udine         | MSI-DN          |
| Antonio Parlato                      | Napoli        | MSI-DN          |
| Renzo Pascolat                       | Udine         | PCI             |
| Renzo Patria                         | Cuneo         | DC              |
| Benito Pavoni                        | Verona        | PSI             |
| Alfredo Pazzaglia                    | Cagliari      | MSI-DN          |
| Anna Maria Pedrazzi Cipolla          | Milano        | PCI             |
| Giovanni Pellegatta                  | Como          | MSI-DN          |
| Ivana Pellegatti                     | Verona        | PCI             |
| Giovanni Pellicani                   | Venezia       | PCI             |
| Gerolamo Pellicanò                   | Milano        | PRI             |
| Gian Mario Pellizzari                | Verona        | DC              |
| Mario Perani                         | Mantova       | DC              |
| Antonino Perrone                     | Catania       | DC              |
| Edilio Petrocelli                    | Campobasso    | PCI             |
| Santino Picchetti                    | Roma          | PCI             |
| Flaminio Piccoli                     | Trento        | DC              |
| Gabriele Piermartini                 | Roma          | PSI             |
| Vincenzo Pietrini                    | Roma          | PSI             |
| Franco Piga                          | Milano        | DC              |
| Roberta Pinto Renda                  | Roma          | PCI             |
| Luigi Pintor                         | Firenze       | SI (PCI)        |
| Matteo Piredda                       | Cagliari      | DC              |
| Franco Piro                          | Bologna       | PSI             |
| Beppe Pisanu                         | Cagliari      | DC              |
| Pino Pisicchio                       | Bari          | DC              |
| Adriana Poli Bortone                 | Lecce         | MSI-DN          |
| Gian Gaetano Poli                    | Verona        | PCI             |
| Enzo Polidori                        | Pisa          | PCI             |
| Pierluigi Polverari                  | Como          | PSI             |
| Costante Portatadino                 | Como          | DC              |
| Damiano Potì                         | Lecce         | PSI             |
| Sandro Principe                      | Catanzaro     | PSI             |
| Annamaria Procacci                   | Roma          | Verde           |
| Alberto Provantini                   | Perugia       | PCI             |
| Carmelo Pujia                        | Catanzaro     | DC              |
| Calogero Pumilia                     | Palermo       | DC              |
| Nicola Quarta                        | Lecce         | DC              |
| Giulio Quercini                      | Firenze       | PCI             |
| Elio Quercioli                       | Milano        | PCI             |
| Giovanni Battista Rabino             | Cuneo         | DC              |
| Luciano Radi                         | Perugia       | DC              |
| Mario Raffaelli                      | Trento        | PSI             |
| Francesco Rais                       | Cagliari      | PSI             |
| Girolamo Rallo                       | Catania       | MSI-DN          |
| Pino Rauti                           | Roma          | MSI-DN          |
| Gianni Ravaglia                      | Bologna       | PRI             |
| Renato Ravasio                       | Brescia       | DC              |
| Aldo Rebecchi                        | Brescia       | PCI             |
| Luciano Rebulla                      | Udine         | DC              |
| Vincenzo Recchia                     | Roma          | PCI             |
| Alfredo Reichlin                     | Bari          | PCI             |
| Giuseppe Reina                       | Palermo       | PSI             |
| Aldo Renzulli                        | Udine         | PSI             |
| Franco Ricci                         | Bologna       | DC              |
| Romeo Ricciuti                       | L'Aquila      | DC              |
| Silvano Ridi                         | Napoli        | PCI             |
| Vito Riggio                          | Palermo       | DC              |
| Luciano Righi                        | Verona        | DC              |
| Luigi Rinaldi                        | Ancona        | DC              |
| Gianni Rivera                        | Milano        | DC              |
| Aldo Rizzo                           | Palermo       | SI (PCI)        |
| Rolando Rocchi                       | Roma          | DC              |
| Gian Franco Rocelli                  | Venezia       | DC              |
| Stefano Rodotà                       | Catanzaro     | SI (PCI)        |
| Virginio Rognoni                     | Milano        | DC              |
| Angelo Rojch                         | Cagliari      | DC              |
| Daniela Romani Cignoni               | Roma          | PCI             |
| Pier Luigi Romita                    | Cuneo         | PSDI            |
| Edo Ronchi                           | Brescia       | DP              |
| Gianni Wilmer Ronzani                | Torino        | PCI             |
| Giacomo Rosini                       | Brescia       | DC              |
| Alberto Rossi                        | Verona        | DC              |
| Luigi Rossi di Montelera             | Torino        | DC              |
| Raffaele Rotiroti                    | Roma          | PSI             |
| Antonio Rubbi                        | Bologna       | PCI             |
| Emilio Rubbi                         | Bologna       | DC              |
| Giuseppe Rubinacci                   | Ancona        | MSI-DN          |
| Giovanni Russo Spena                 | Napoli        | DP              |
| Ferdinando Russo                     | Palermo       | DC              |
| Franco Russo                         | Roma          | DP              |
| Raffaele Russo                       | Napoli        | DC              |
| Vincenzo Russo                       | Bari          | DC              |
| Francesco Rutelli                    | Napoli        | GFE (PR)        |
| Maurizio Sacconi                     | Venezia       | PSI             |
| Gabriele Salerno                     | Torino        | PSI             |
| Giancarlo Salvoldi                   | Brescia       | Verde           |
| Francesco Samà                       | Catanzaro     | PCI             |
| Nicola Sanese                        | Bologna       | DC              |
| Salvatore Sanfilippo                 | Catania       | PCI             |
| Carlo Sangalli                       | Milano        | DC              |
| Maria Luisa Sangiorgio               | Milano        | PCI             |
| Mauro Sanguineti                     | Genova        | PSI             |
| Anna Sanna                           | Cagliari      | PCI             |
| Benedetto Sannella                   | Lecce         | PCI             |
| Giulio Santarelli                    | Roma          | PSI             |
| Giuseppe Santonastaso                | Napoli        | DC              |
| Italico Santoro                      | Benevento     | PRI             |
| Giorgio Santuz                       | Udine         | DC              |
| Angelo Sanza                         | Potenza       | DC              |
| Orazio Sapienza                      | Catania       | DC              |
| Francesco Sapio                      | Roma          | PCI             |
| Giuseppe Saretta                     | Verona        | DC              |
| Adolfo Sarti                         | Cuneo         | DC              |
| Nicola Savino                        | Potenza       | PSI             |
| Gastone Savio                        | Verona        | DC              |
| Vittorio Sbardella                   | Roma          | DC              |
| Oscar Luigi Scalfaro                 | Torino        | DC              |
| Massimo Scalia                       | Roma          | Verde           |
| Guglielmo Scarlato                   | Benevento     | DC              |
| Giacomo Schettini                    | Potenza       | PCI             |
| Gerry Scotti                         | Milano        | PSI             |
| Vincenzo Scotti                      | Napoli        | DC              |
| Martino Scovacricchi                 | Udine         | PSDI            |
| Mariotto Segni                       | Cagliari      | DC              |
| Carlo Senaldi                        | Como          | DC              |
| Mauro Seppia                         | Siena         | PSI             |
| Anna Maria Serafini                  | Siena         | PCI             |
| Massimo Serafini                     | Bologna       | PCI             |
| Gianna Serra                         | Bologna       | PCI             |
| Pietro Serrentino                    | Como          | PLI             |
| Franco Servello                      | Milano        | MSI-DN          |
| Claudio Signorile                    | Lecce         | PSI             |
| Giuliano Silvestri                   | Ancona        | DC              |
| Giuseppe Sinesio                     | Palermo       | DC              |
| Sergio Soave                         | Cuneo         | PCI             |
| Pietro Soddu                         | Cagliari      | DC              |
| Bruno Solaroli                       | Bologna       | PCI             |
| Vincenzo Sorice                      | Bari          | DC              |
| Nino Sospiri                         | L'Aquila      | MSI-DN          |
| Valdo Spini                          | Firenze       | PSI             |
| Tomaso Staiti di Cuddia delle Chiuse | Milano        | MSI-DN          |
| Ilona Staller                        | Roma          | GFE (PR)        |
| Sergio Stanzani                      | Bologna       | GFE (PR)        |
| Marcello Stefanini                   | Ancona        | PCI             |
| Gian Stefano Milani                  | Milano        | PSI             |
| Bruno Stegagnini                     | Firenze       | DC              |
| Egidio Sterpa                        | Milano        | PLI             |
| Renato Strada                        | Mantova       | PCI             |
| Lucio Strumendo                      | Venezia       | PCI             |
| Domenico Susi                        | L'Aquila      | PSI             |
| Maria Taddei                         | Pisa          | PCI             |
| Gianfranco Tagliabue                 | Como          | PCI             |
| Gianni Tamino                        | Verona        | DP              |
| Antonio Tancredi                     | L'Aquila      | DC              |
| Eugenio Tarabini                     | Como          | DC              |
| Carlo Tassi                          | Parma         | MSI-DN          |
| Mario Tassone                        | Catanzaro     | DC              |
| Giuseppe Tatarella                   | Bari          | MSI-DN          |
| Giovanna Tealdi                      | Cuneo         | DC              |
| Francesco Tempestini                 | Benevento     | PSI             |
| Massimo Teodori                      | Genova        | GFE (PR)        |
| Giancarlo Tesini                     | Bologna       | DC              |
| Antonio Testa                        | Verona        | PSI             |
| Chicco Testa                         | Ancona        | PCI             |
| Enzo Tiezzi                          | Siena         | SI (PCI)        |
| Angelo Tiraboschi                    | Ancona        | PSI             |
| Carlo Tognoli                        | Milano        | PSI             |
| Mario Toma                           | Lecce         | PCI             |
| Giuseppe Torchio                     | Mantova       | DC              |
| Aldo Tortorella                      | Milano        | PCI             |
| Felice Trabacchi                     | Parma         | PCI             |
| Quarto Trabacchini                   | Roma          | PCI             |
| Vincenzo Trantino                    | Catania       | MSI-DN          |
| Giovanni Travaglini                  | Lecce         | DC              |
| Mirko Tremaglia                      | Brescia       | MSI-DN          |
| Livia Turco                          | Torino        | PCI             |
| Neide Umidi Sala                     | Milano        | PCI             |
| Salvatore Urso                       | Catania       | DC              |
| Mario Usellini                       | Milano        | DC              |
| Giuseppe Vacca                       | Bari          | PCI             |
| Gaetano Vairo                        | Napoli        | DC              |
| Raffaele Valensise                   | Catanzaro     | MSI-DN          |
| Sergio Vazzoler                      | Venezia       | PSI             |
| Bruno Vecchiarelli                   | Campobasso    | DC              |
| Valter Veltroni                      | Roma          | PCI             |
| Emilio Vesce                         | Verona        | GFE (PR)        |
| Luciano Violante                     | Torino        | PCI             |
| Michele Viscardi                     | Napoli        | DC              |
| Vincenzo Visco                       | Venezia       | SI (PCI)        |
| Vincenzo Viti                        | Potenza       | DC              |
| Alfredo Vito                         | Napoli        | DC              |
| Carlo Vizzini                        | Palermo       | PSDI            |
| Alberto Volponi                      | Roma          | DC              |
| Ferdinand Willeit                    | Trento        | Misto (PPST)    |
| Giuseppe Zamberletti                 | Como          | DC              |
| Bruno Zambon                         | Venezia       | DC              |
| Amedeo Zampieri                      | Verona        | DC              |
| Renato Zangheri                      | Bologna       | PCI             |
| Antonio Zaniboni                     | Mantova       | DC              |
| Valerio Zanone                       | Torino        | PLI             |
| Giovanni Zarro                       | Benevento     | DC              |
| Saverio Zavettieri                   | Catanzaro     | PSI             |
| Bruno Zevi                           | Venezia       | GFE (PR)        |
| Michele Zolla                        | Torino        | DC              |
| Pietro Zoppi                         | Genova        | DC              |
| Giuliano Zoso                        | Verona        | DC              |
| Giuseppe Zuech                       | Verona        | DC              |

## Deputati surroganti proclamati eletti ad inizio legislatura
Di seguito i deputati proclamati eletti in surrogazione dei candidati plurieletti.
| Lista   | Eletto surrogato      | Opzione   | Subentrante                 | Collegio  |
| ------- | --------------------- | --------- | --------------------------- | --------- |
| DC      | Arnaldo Forlani       | Ancona    | Bruno Stegagnini            | Firenze   |
| DC      | Ciriaco De Mita       | Genova    | Vincenzo Buonocore          | Benevento |
| PCI     | Giuseppe Chiarante    | Senato    | Marisa Bonfatti Paini       | Mantova   |
| PCI     | Antonio Giolitti      | Senato    | Teresa Migliasso            | Torino    |
| PCI     | Antonio Giolitti      | Senato    | Elio Quercioli              | Milano    |
| PCI     | Ferdinando Imposimato | Senato    | Silvano Ridi                | Napoli    |
| PCI     | Luciano Lama          | Senato    | Elisabetta Di Prisco        | Verona    |
| PCI     | Emanuele Macaluso     | Senato    | Salvatore Sanfilippo        | Catania   |
| PCI     | Giorgio Nebbia        | Senato    | Salvatore Civita            | Bari      |
| PCI     | Ugo Pecchioli         | Senato    | Sergio Soave                | Cuneo     |
| PCI     | Guido Rossi           | Senato    | Neide Umidi Sala            | Milano    |
| PCI     | Giorgio Strehler      | Senato    | Cristina Bevilacqua         | Milano    |
| PCI     | Ugo Vetere            | Senato    | Vincenzo Recchia            | Roma      |
| PCI     | Paolo Volponi         | Senato    | Massimo Pacetti             | Ancona    |
| PCI     | Lucio Magri           | Torino    | Michele Ciafardini          | L'Aquila  |
| PCI     | Livia Turco           | Torino    | Giancarlo Binelli           | Cuneo     |
| PCI     | Livia Turco           | Torino    | Mariella Gramaglia          | Roma      |
| PCI     | Alessandro Natta      | Genova    | Lino Osvaldo Felissari      | Milano    |
| PCI     | Alessandro Natta      | Genova    | Leda Colombini              | Roma      |
| PCI     | Aldo Tortorella       | Milano    | Vincenzo Ciabarri           | Como      |
| PCI     | Pietro Folena         | Parma     | Gian Gaetano Poli           | Verona    |
| PCI     | Pietro Folena         | Parma     | Augusto Barbera             | Bologna   |
| PCI     | Nilde Iotti           | Parma     | Milziade Caprili            | Pisa      |
| PCI     | Renato Zangheri       | Bologna   | Silvana Fachin Schiavi      | Udine     |
| PCI     | Luigi Pintor          | Firenze   | Quarto Trabacchini          | Roma      |
| PCI     | Enrico Testa          | Ancona    | Renato Donazzon             | Venezia   |
| PCI     | Antonio Cederna       | Roma      | Anna Maria Pedrazzi Cipolla | Milano    |
| PCI     | Antonio Cederna       | Roma      | Giorgio Ghezzi              | Bologna   |
| PCI     | Abdon Alinovi         | Napoli    | Carmine Nardone             | Benevento |
| PCI     | Alfredo Reichlin      | Bari      | Giuseppe Brescia            | Potenza   |
| PCI     | Antonio Bassolino     | Catanzaro | Gianfranco Nappi            | Napoli    |
| PCI     | Stefano Rodotà        | Catanzaro | Santino Picchetti           | Roma      |
| PCI     | Achille Occhetto      | Palermo   | Rosanna Minozzi             | Firenze   |
| PSI     | Francesco Forte       | Senato    | Pierluigi Polverari         | Como      |
| PSI     | Siro Zanella          | Senato    | Sergio Vazzoler             | Venezia   |
| PSI     | Bettino Craxi         | Napoli    | Virginio Scotti             | Milano    |
| PSI     | Bettino Craxi         | Napoli    | Raffaele Rotiroti           | Roma      |
| PSI     | Claudio Martelli      | Palermo   | Maurizio Noci               | Mantova   |
| MSI-DN  | Giorgio Almirante     | Napoli    | Giulio Caradonna            | Roma      |
| PRI     | Susanna Agnelli       | Senato    | Luigi Firpo                 | Torino    |
| PRI     | Susanna Agnelli       | Senato    | Italico Santoro             | Benevento |
| PRI     | Giovanni Spadolini    | Senato    | Gerolamo Pellicanò          | Milano    |
| PRI     | Giovanni Spadolini    | Senato    | Giorgio Medri               | Como      |
| PRI     | Giovanni Spadolini    | Senato    | Gianni Ravaglia             | Bologna   |
| PSDI    | Franco Nicolazzi      | Roma      | Giuseppe Cerutti            | Torino    |
| PR      | Gianfranco Spadaccia  | Senato    | Massimo Teodori             | Genova    |
| PR      | Adelaide Aglietta     | Torino    | Emilio Vesce                | Verona    |
| PR      | Marco Pannella        | Palermo   | Adele Faccio                | Milano    |
| PR      | Marco Pannella        | Palermo   | Luigi D'Amato               | Roma      |
| Verdi   | Gianni Mattioli       | Milano    | Laura Cima                  | Torino    |
| PLI     | Renato Altissimo      | Verona    | Valerio Zanone              | Torino    |
| DP      | Mario Capanna         | Palermo   | Luigi Cipriani              | Milano    |
| DP      | Mario Capanna         | Palermo   | Giovanni Russo Spena        | Napoli    |
| LL      | Umberto Bossi         | Senato    | Giuseppe Leoni              | Como      |
| PSd'Az. | Carlo Sanna           | Senato    | Giovanni Battista Loi       | Cagliari  |

1. ↑  In seguito all'ulteriore opzione di Adelaide Aglietta per il collegio di Torino
2. ↑  In seguito alle ulteriori opzioni di Bruno Zevi per il collegio di Venezia e di Francesco Rutelli per il collegio di Napoli

## Modifiche intervenute

### Modifiche intervenute nella composizione dell'assemblea
| Uscente                    | Subentrante                                                                                          | Lista  | Collegio        | Causa           | Data       |
| -------------------------- | --- | ------ | --------------- | --------------- | ---------- |
| → Emma Bonino              | N/A                                                                                                  | PR     | Catania         | Rinuncia        | 02.07.1987 |
| → Giovanni Negri           | N/A                                                                                                  | PR     | Torino, Bologna | Rinuncia        | 02.07.1997 |
| Enrico Manca               | Andrea Cavicchioli                                                                                   | PSI    | Perugia         | Dimissioni      | 05.08.1987 |
| Franco Piga                | Fortunato Bianchi                                                                                    | DC     | Milano          | Dimissioni      | 12.09.1987 |
| Liliana Albertini          | Onelio Prandini                                                                                      | PCI    | Parma           | Dimissioni      | 13.01.1988 |
| Alberto Bertuzzi           | Giuseppe Calderisi                                                                                   | PR     | Milano          | Decesso         | 17.02.1988 |
| Rolando Rocchi             | Siro Castrucci                                                                                       | DC     | Roma            | Decesso         | 01.06.1988 |
| Giorgio Almirante          | Angelo Manna                                                                                         | MSI-DN | Napoli          | Decesso         | 01.06.1988 |
| Filippo Maria Pandolfi     | Aldo Gregorelli                                                                                      | DC     | Brescia         | Dimissioni      | 21.12.1988 |
| Mario Brancaccio           | Giovanni Piccirillo                                                                                  | DC     | Napoli          | Decesso         | 18.01.1989 |
| Michele Boato              | Alessandra Cecchetto Coco                                                                            | Verdi  | Venezia         | Dimissioni      | 02.02.1989 |
| Luigi Firpo                | Danilo Poggiolini                                                                                    | PRI    | Torino          | Decesso         | 16.03.1989 |
| Antonino Gullotti          | Antonino Lombardo                                                                                    | DC     | Catania         | Decesso         | 21.09.1989 |
| Gigliola Lo Cascio Galante | Alberto Sinatra (Lucio Libertini: optante Senato)                                                    | PCI    | Palermo         | Decesso         | 21.09.1989 |
| Adriana Ceci               | Fabio Perinei                                                                                        | PCI    | Bari            | Dimissioni      | 24.10.1989 |
| Antonio Mazzone            | Massimo Abbatangelo                                                                                  | MSI-DN | Napoli          | Dimissioni      | 24.10.1989 |
| Antonio Guarra             | Gaetano Colucci                                                                                      | MSI-DN | Benevento       | Dimissioni      | 08.11.1989 |
| Marco Pannella             | Giovanni Negri (già rinunciatario ad inizio legislatura)                                             | PR     | Palermo         | Dimissioni      | 08.11.1989 |
| Adelaide Aglietta          | Gaetano Azzolina                                                                                     | PR     | Torino          | Dimissioni      | 25.01.1990 |
| Andrea Bonetti             | Andreino Carrara                                                                                     | DC     | Brescia         | Dimissioni      | 15.03.1990 |
| Domenico Modugno           | Ambrogio Viviani                                                                                     | PR     | Torino          | Optante Senato  | 20.04.1990 |
| Adele Faccio               | Roberto Cicciomessere                                                                                | PR     | Milano/Torino   | Dimissioni      | 24.05.1990 |
| Giovanna Filippini         | Ennio Grassi                                                                                         | PCI    | Bologna         | Dimissioni      | 15.06.1990 |
| Felice Contu               | Giuseppe Serra                                                                                       | DC     | Cagliari        | Dimissioni      | 19.06.1990 |
| Massimo Teodori            | René Andreani                                                                                        | PR     | Genova          | Dimissioni      | 19.06.1990 |
| Lelio Lagorio              | Ottaviano Colzi                                                                                      | PSI    | Firenze         | Dimissioni      | 02.07.1990 |
| Emilio Vesce               | Gianfranco Spadaccia                                                                                 | PR     | Verona          | Dimissioni      | 02.07.1990 |
| Gianfranco Spadaccia       | Marco Taradash                                                                                       | PR     | Verona          | Rinuncia        | 05.07.1990 |
| Marco Taradash             | Alessandro Tessari                                                                                   | PR     | Verona          | Rinuncia        | 10.07.1990 |
| Francesco Rutelli          | Emma Bonino (già rinunciataria ad inizio legislatura; Gaetano Azzolina: Torino; Luigi D'Amato: Roma) | PR     | Napoli          | Dimissioni      | 10.07.1990 |
| Giovanni Galloni           | Francesco D'Onofrio                                                                                  | DC     | Roma            | Dimissioni      | 26.07.1990 |
| Michele Ciafardini         | Antonio Ciancio                                                                                      | PCI    | L'Aquila        | Decesso         | 21.09.1990 |
| Gian Carlo Pajetta         | Viller Manfredini                                                                                    | PCI    | Torino          | Decesso         | 21.09.1990 |
| Valerio Zanone             | Attilio Bastianini                                                                                   | PLI    | Torino          | Dimissioni      | 14.11.1990 |
| Giuseppe Avellone          | Francesco Spina                                                                                      | DC     | Palermo         | Dimissioni      | 14.03.1991 |
| Salvatore Meleleo          | Giuseppe Caroli                                                                                      | DC     | Lecce           | Annullamento    | 21.03.1991 |
| Nicola Quarta              | → Salvatore Meleleo (già deputato 1987-1991)                                                         | DC     | Lecce           | Dimissioni      | 21.03.1991 |
| Filippo Fiorino            | Gaspare Saladino                                                                                     | PSI    | Palermo         | Dimissioni      | 21.03.1991 |
| Bianca Guidetti Serra      | Alberto Tridente                                                                                     | DP     | Torino          | Dimissioni      | 16.05.1991 |
| Alberto Tridente           | Franco Calamida                                                                                      | DP     | Torino          | Dimissioni      | 23.05.1991 |
| Giulio Andreotti           | Giancarlo Abete                                                                                      | DC     | Roma            | Nomina senatore | 20.06.1991 |
| Giuseppe Azzaro            | Giuseppe Russo                                                                                       | DC     | Catania         | Dimissioni      | 03.07.1991 |
| Francesco Rais             | Raffaele Farigu                                                                                      | PSI    | Cagliari        | Dimissioni      | 03.07.1991 |
| Paola Cavigliasso          | Piero Angelo Balzardi                                                                                | DC     | Torino          | Dimissioni      | 26.09.1991 |
| Andrea Mitolo              | Claudio Taverna                                                                                      | MSI-DN | Trento          | Decesso         | 26.09.1991 |
| Claudio Taverna            | Diego Senter                                                                                         | MSI-DN | Trento          | Rinuncia        | 26.09.1991 |
| Alessandro Natta           | Giuseppe Torelli                                                                                     | PCI    | Genova          | Dimissioni      | 04.10.1991 |
| Domenico Mennitti          | Mario De Cristofaro                                                                                  | MSI-DN | Lecce           | Dimissioni      | 17.10.1991 |
| Mario De Cristofaro        | Carmine Santo Patarino                                                                               | MSI-DN | Lecce           | Rinuncia        | 17.10.1991 |
| Natalia Levi               | Franco Proietti                                                                                      | PCI    | Perugia         | Decesso         | 17.10.1991 |
| Mauro Bubbico              | Fabrizio Abbate                                                                                      | DC     | Roma            | Decesso         | 04.12.1991 |
| Franco Maria Malfatti      | Giovanni Paciullo                                                                                    | DC     | Perugia         | Decesso         | 12.12.1991 |
| Adolfo Sarti               | Teresio Delfino                                                                                      | DC     | Cuneo           | Decesso         | 04.03.1992 |
| Giulio Maceratini          | - | MSI-DN | -               | Dimissioni      | -          |

### Modifiche intervenute nella composizione dei gruppi

#### Democrazia Cristiana
- Nessuna modifica intervenuta.

#### Partito Comunista Italiano
- In data 23.11.1989 lascia il gruppo Antonio Montessoro, che aderisce al gruppo misto.
- In data 13.02.1991 il gruppo assume la denominazione di Gruppo comunista - PDS; contestualmente lasciano il gruppo Nedo Barzanti, Milziade Caprili, Edda Fagni, Alberto Ferrandi, Sergio Garavini e Gianfranco Nappi, che aderiscono al gruppo misto.
- In data 10.04.1991 lascia il gruppo Gianfranco Tagliabue, che aderisce al gruppo misto.
- In data 20.05.1991 lascia il gruppo Lucio Magri, che aderisce al gruppo misto.
- In data 17.10.1991 aderisce al gruppo Franco Proietti, subentrato a Natalia Levi (deceduta), già appartenente al gruppo Sinistra indipendente.

#### Partito Socialista Italiano
- In data 04.01.1990 aderiscono al gruppo Giuseppe Cerutti, Graziano Ciocia, Emilio De Rose, Giovanni Manzolini, Renato Massari e Pier Luigi Romita, provenienti dal gruppo misto.
- In data 17.12.1991 lascia il gruppo Franco Piro, che aderisce al gruppo misto.
- In data 04.03.1992 aderisce al gruppo Franco Piro, proveniente dal gruppo misto.

#### Movimento Sociale Italiano - Destra Nazionale
- In data 10.07.1991 lascia il gruppo Tomaso Staiti di Cuddia delle Chiuse, che aderisce al gruppo misto.
- In data 18.07.1991 aderisce al gruppo Ambrogio Viviani, proveniente dal gruppo misto.
- In data 23.09.1991 lascia il gruppo Angelo Manna, che aderisce al gruppo misto.
- In data 21.04.1992 la consistenza del gruppo diminuisce di un'unità per effetto della mancata surrogazione di Giulio Maceratini (dimissionario).

#### Partito Repubblicano Italiano
- In data 11.07.1991 lascia il gruppo Aristide Gunnella, che aderisce al gruppo misto.

#### Sinistra indipendente
- In data 08.10.1991 la consistenza del gruppo diminuisce di un'unità essendo cessata dal mandato Natalia Levi, cui subentra Franco Proietti che aderisce al gruppo PDS.

#### Partito Socialista Democratico Italiano
- In data 17.02.1989 lasciano il gruppo Giuseppe Cerutti, Graziano Ciocia, Giovanni Manzolini, Renato Massari e Pier Luigi Romita, che aderiscono al gruppo misto.
- In data 30.03.1989 lascia il gruppo Emilio De Rose, che aderisce al gruppo misto.
- In data 08.11.1989 aderisce al gruppo Giovanni Negri, proclamato eletto in sostituzione di Marco Pannella (dimissionario), già appartenente al gruppo federalista europeo.
- In data 11.04.1990 aderisce al gruppo Gloria Grosso, proveniente dal gruppo verde.
- In data 08.01.1991 lascia il gruppo Giovanni Negri, che aderisce al gruppo federalista europeo.

#### Gruppo verde
- In data 11.04.1990 lascia il gruppo Gloria Grosso, che aderisce al gruppo PSDI.
- In data 17.12.1990 aderiscono al gruppo Edo Ronchi, Franco Russo e Gianni Tamino, provenienti dal gruppo misto.
- In data 19.12.1990 aderisce al gruppo Mario Capanna, proveniente dal gruppo misto.
- In data 08.01.1991 aderisce al gruppo René Andreani, proveniente dal gruppo misto.
- In data 28.01.1992 lascia il gruppo Rosa Filippini, che aderisce al gruppo misto.

#### Partito Liberale Italiano
- Nessuna modifica intervenuta.

#### Democrazia Proletaria
- In data 11.07.1989 lasciano il gruppo Mario Capanna, Edo Ronchi, Franco Russo e Gianni Tamino, che aderiscono al gruppo misto.
- In data 31.07.1991 il gruppo assume la denominazione di DP - Comunisti; contestualmente aderiscono al gruppo Lucio Magri, Antonio Montessoro e Gianfranco Tagliabue, provenienti dal gruppo misto.
- In data 19.11.1991 lascia il gruppo Antonio Montessoro, che aderisce al gruppo misto.
- In data 29.11.1991 lascia il gruppo Luigi Cipriani, che aderisce al gruppo misto.

#### Gruppo federalista europeo
- In data 10.02.1988 aderisce al gruppo Giuseppe Calderisi, proclamato eletto in sostituzione di Giuseppe Calderisi (deceduto), già appartenente al gruppo misto.
- In data 18.04.1989 lasciano il gruppo Adelaide Aglietta, Adele Faccio, Francesco Rutelli e Emilio Vesce, che aderiscono al gruppo misto.
- In data 25.10.1989 la consistenza del gruppo diminuisce di un'unità essendo cessato dal mandato Marco Pannella, cui subentra Giovanni Negri che aderisce al gruppo PSDI.
- In data 25.01.1990 aderisce al gruppo Gaetano Azzolina, proclamato eletto in sostituzione di Adelaide Aglietta, già appartenente al gruppo misto.
- In data 24.05.1990 aderisce al gruppo Roberto Cicciomessere, proclamato eletto in sostituzione di Adele Faccio, già appartenente al gruppo misto.
- In data 02.07.1990 aderisce al gruppo Gianfranco Spadaccia, proclamato eletto in sostituzione di Emilio Vesce, già appartenente al gruppo misto.
- In data 03.07.1990 lascia il gruppo René Andreani, che aderisce al gruppo misto.
- In data 21.09.1990 lascia il gruppo Luigi D'Amato, che aderisce al gruppo misto.
- In data 03.10.1990 lascia il gruppo Ambrogio Viviani, che aderisce al gruppo misto.
- In data 08.01.1991 aderisce al gruppo Giovanni Negri, proveniente dal gruppo PSDI.
- In data 04.09.1991 lascia il gruppo Gaetano Azzolina, che aderisce al gruppo misto.
- In data 03.03.1992 lascia il gruppo Ilona Staller, che aderisce al gruppo misto.

#### Gruppo misto
- In data 10.02.1988 la consistenza del gruppo diminuisce di un'unità essendo cessato dal mandato Alberto Bertuzzi, cui subentra Giuseppe Calderisi, che aderisce al gruppo federalista europeo.
- In data 17.02.1989 aderiscono al gruppo Giuseppe Cerutti, Graziano Ciocia, Giovanni Manzolini, Renato Massari e Pier Luigi Romita, provenienti dal gruppo PSDI.
- In data 30.03.1989 aderisce al gruppo Emilio De Rose, proveniente dal gruppo PSDI.
- In data 18.04.1989 aderiscono al gruppo Adelaide Aglietta, Adele Faccio, Francesco Rutelli e Emilio Vesce, provenienti dal gruppo federalista europeo.
- In data 11.07.1989 aderiscono al gruppo Mario Capanna, Edo Ronchi, Franco Russo e Gianni Tamino, provenienti dal gruppo DP.
- In data 23.11.1989 aderisce al gruppo Antonio Montessoro, proveniente dal gruppo PCI.
- In data 04.01.1990 lasciano il gruppo Giuseppe Cerutti, Graziano Ciocia, Emilio De Rose, Giovanni Manzolini, Renato Massari e Pier Luigi Romita, che aderiscono al gruppo PSI.
- In data 17.01.1990 la consistenza del gruppo diminuisce di un'unità essendo cessata dal mandato Adelaide Aglietta, cui subentra Gaetano Azzolina, che aderisce al gruppo federalista europeo.
- In data 03.07.1990 aderisce al gruppo René Andreani, proveniente dal gruppo federalista europeo.
- In data 03.10.1990 aderisce al gruppo Ambrogio Viviani, proveniente dal gruppo federalista europeo.
- In data 17.12.1990 lasciano il gruppo Edo Ronchi, Franco Russo e Gianni Tamino, che aderiscono al gruppo verde.
- In data 19.12.1990 lascia il gruppo Mario Capanna, che aderisce al gruppo verde.
- In data 08.01.1991 lascia il gruppo René Andreani, che aderisce al gruppo verde.
- In data 13.02.1991 aderiscono al gruppo Nedo Barzanti, Milziade Caprili, Edda Fagni, Alberto Ferrandi, Sergio Garavini e Gianfranco Nappi, provenienti dal dissolto gruppo PCI.
- In data 10.04.1991 aderisce al gruppo Gianfranco Tagliabue, proveniente dal gruppo PDS.
- In data 20.05.1991 aderisce al gruppo Lucio Magri, proveniente dal gruppo PDS.
- In data 23.05.1990 la consistenza del gruppo diminuisce di un'unità essendo cessata dal mandato Adele Faccio, cui subentra Roberto Cicciomessere che aderisce al gruppo federalista europeo.
- In data 20.06.1990 la consistenza del gruppo diminuisce di un'unità essendo cessato dal mandato Emilio Vesce, cui subentra Gianfranco Spadaccia che aderisce al gruppo federalista europeo.
- In data 21.09.1990 aderisce al gruppo Luigi D'Amato, proveniente dal gruppo federalista europeo.
- In data 10.07.1991 aderisce al gruppo Tomaso Staiti di Cuddia delle Chiuse, proveniente dal gruppo MSI-DN.
- In data 11.07.1991 aderisce al gruppo Aristide Gunnella, proveniente dal gruppo PRI.
- In data 18.07.1991 lascia il gruppo Ambrogio Viviani, che aderisce al gruppo MSI-DN.
- In data 31.07.1991 lasciano il gruppo Lucio Magri, Antonio Montessoro e Gianfranco Tagliabue, che aderiscono al gruppo DP - Comunisti.
- In data 04.09.1991 aderisce al gruppo Gaetano Azzolina, proveniente dal gruppo federalista europeo.
- In data 23.09.1991 aderisce al gruppo Angelo Manna, proveniente dal gruppo MSI-DN.
- In data 19.11.1991 aderisce al gruppo Antonio Montessoro, proveniente dal gruppo DP - Comunisti.
- In data 29.11.1991 aderisce al gruppo Luigi Cipriani, proveniente dal gruppo DP - Comunisti.
- In data 17.12.1991 aderisce al gruppo Franco Piro, proveniente dal gruppo PSI.
- In data 28.01.1992 aderisce al gruppo Rosa Filippini, proveniente dal gruppo verde.
- In data 03.03.1992 aderisce al gruppo Ilona Staller, proveniente dal gruppo federalista europeo.
- In data 04.03.1992 lascia il gruppo Franco Piro, che aderisce al gruppo PSI.